# 托雷莫丘埃拉
托雷莫丘埃拉，是西班牙卡斯蒂利亚-拉曼恰瓜达拉哈拉省的一个市镇。总面积18平方公里，总人口14人（2001年），人口密度1人/平方公里。